# Marvel: The End
«Marvel: Кінець» (англ. «Marvel: The End») — серія з шести випусків, опублікована 2003 року видавництвом «Marvel Comics». Написана і намальована Джимом Старліном, надрукована Алом Мілгрома. Ця серія в м'якій обкладинці називалася Танос: Кінець.

## Сюжет
Серце Всесвіту — джерело величезної енергії, вперше виявлений тисячоліття тому групою інопланетних дослідників. Навчившись їм користуватися, вони назвалися «Небесний Порядок» і за допомогою нової могутності вирішили спробувати силою принести мир у всесвіт, призначаючи істот, яких вони вважали гідними керувати за допомогою сили Серця певними секторами всесвіту. Порядок призначив стародавнього єгипетського фараона Ехнатона своїм агентом на Землі.
Однак, влада розбестила Ехнатона, який прибув в даний час і використовував силу Серця для завоювання світу, убивши більшість земних героїв. Лиходій Доктор Дум спробував за допомогою подорожі в часі вбити Ехнатона поки він був ще людиною, але останній зумів запобігти цьому. Титан Танос, який усвідомив могутність Серця, зібрав останніх героїв, включаючи Захисників і Капітана Марвела, щоб напасти на Порядок. Таносу вдалося зруйнувати механізм, що дозволяє Порядку направляти силу Серця, після чого він ввібрав всю його міць в себе. Використовуючи силу Серця, Танос відправився назад в часі і знищив Небесний Порядок перш, ніж вони виявили Серце Всесвіту, а потім убив Ехнатона, який прибув перешкодити Думу вбити себе в минулому.
Однак, зіткнення з Серцем Всесвіту відкрило Таносу, що у всесвіті є істотна вада, яка скоро погубить її і яку не можна виправити навіть за допомогою Серця. Через деякий час Живий Трибунал збирає більшість могутніх космічних сутностей (серед яких Вічність, Нескінченність, Смерть, Галактус і Небожителі), щоб зупинити Таноса. Незважаючи на їх удавану всемогутність, космічні сутності виявилися безсилі, оскільки Танос, поглинув Серце Всесвіту, не просто знайшов нові здібності — як в той час, коли він володів рукавицею Нескінченності, а фактично став одним цілим з усім і з усіма; навіть Живий Трибунал був не більший, ніж «частиною» Таноса. Проте, залишається не ясним, чи був це справжній Живий Трибунал або одне з його проявів, оскільки останній, ймовірно, існує поза будь-якими істот і артефактів в будь-який всесвіту.
Зрештою, Танос дізнався, що єдиний спосіб виправити дефект всесвіту — знищити його і побудувати заново. Від спроби космічних сил покласти край його царюванню, Танос остаточно впав у божевільну лють і в один фатальний мить вирішив поглинути весь світ, щоб таким чином покласти край всім домагання на його трон. Танос зумів за допомогою Серця увібрати космічних сутностей в себе, попутно поглинувши весь мультивсесвіт.
Космічний герой Адам Уорлок, який перебував за межами просторово-часового континууму, в той час, поки Танос поглинав всесвіт, з'явився перед Таносом і пояснив тому, що до чого. Адам переконав Таноса принести себе в жертву, заради відновлення всесвіту. Леді Смерті, яку Танос дуже довго любив, також вдалося втекти. Вона попсувала Таноса за щоку і поцілувала його, щоб зміцнити його рішучість, і негайно зникла в порожнечі космічного простору, залишивши Таноса, охопленого благоговінням. Трохи поміркувавши, він зрозумів, що весь цей сценарій був задумом вищої сили для виправлення того самого вселенського дефекту. Тоді Танос відновив всесвіт, але стер самого себе з буття. Про цю жертві пам'ятає тільки Уорлок.